# 仙台市立八本松小学校
仙台市立八本松小学校（せんだいしりつ はちほんまつしょうがっこう）は、宮城県仙台市太白区にある公立小学校である。

## 概要
仙台市の南東部に位置し，北は仙台市の中央部を東に流れる広瀬川沿い、西は東北本線、東は国道4号仙台バイパスを境界としている。

## 沿革
- 1968年（昭和43年）4月1日 - 仙台市立長町小学校より分離開校[1]
- 1985年（昭和60年）4月1日 - 仙台市立郡山小学校が分離開校

## 学区
- あすと長町1丁目、2丁目の一部、4丁目の一部、郡山1丁目の大部分、3丁目の大部分、4丁目、八本松[2]

## 卒業後
- 郡山中学校へ進学する。